# Papiro di Ossirinco 3525
Il Papiro di Ossirinco L 3525 è uno dei papiri di Ossirinco, un rotolo manoscritto contenente un frammento dell'edizione in lingua greca del Vangelo di Maria. È stato datato paleograficamente al III secolo.
Il manoscritto fu scoperto ad Ossirinco e pubblicato da P.J. Parsons nel 1983. È attualmente conservato nelle Papyrology Rooms della Sackler Library, ad Oxford, con la catalogazione P. Oxy. L 3525.

## Descrizione
Si tratta di un piccolo frammento di un singolo foglio, probabilmente un rotolo; il frammento è spezzato su tutti i lati.
Il testo contenuto copre il materiale relativo ai capitoli 9.1-10.10 della versione in lingua copta. La ricostruzione delle parti mancanti all'inizio e alla fine delle righe non è facile; Il testo presenta alcune differenze rispetto alla versione copta.
Il testo è scritto in circa 50 lettere per riga; i nomina sacra sono abbreviati.